# Bertie Wooster
Bertram "Bertie" Wilberforce Wooster är huvudpersonen i en rad romaner och noveller av P.G. Wodehouse. Han gjorde sitt första framträdande i novellen "Extricating Young Gussie" ursprungligen publicerad i Saturday Evening Post 18 september 1915, och senare i novellsamlingen The Man with Two Left Feet 1917. På svenska finns novellen som "Hur Gussie räddades ur klistret" i antologin Alla tiders Wodehouse från 1950 i översättning av Birgitta Hammar. I historien debuterar också Berties skräckinjagande faster Agatha, och förstås betjänten Jeeves, som dock ännu inte besitter den överintelligens han förknippas med. Bertie har inte heller fått ett efternamn ännu.
P.G. Wodehouse baserade Bertie Wooster på den tidigare figuren Reggie Pepper, om vilken han skrev sju noveller, som i likhet med Bertie ständigt råkar i trubbel när han försöker hjälpa vänner och bekanta ur diverse svåra knipor.  Anledningen till namnbytet kunde Wodehouse aldrig erinra sig.
Bertie Wooster är en ung aristokrat med fin utbildning och gott om pengar vars största nöje är att äta gott, leva gott, läsa detektivromaner, gå på teater och tillställningar och sitta på Drönarklubben. Han är tjugofyra år gammal när Jeeves inträder i hans tjänst. Bertie Wooster är en boren ungkarl, men lyckas ändå alltid ingå förlovning med flickor han definitivt inte vill gifta sig med. Som regel, men inte alltid, har dessa tillkommit utan Berties egen förskyllan, av omständigheter utom hans kontroll, och en Wooster kan inte slå upp en förlovning, eller tacka nej när en flicka erbjuder sitt hjärta, utan att bryta mot familjens hederskodex. En hel del av berättelsernas intriger handlar om Berties ansträngningar att undfly ett annalkande giftermål. Han har varit förlovad fyra gånger med Florence Craye, fyra gånger med Madeline Bassett och två gånger med Honoria Glossop. Han har friat till Pauline Stoker och ett flertal gånger till Bobbie Wickham. Barndomskamraten Cynthia Wickhammersley har våldsamt skrattande avvisat ett frieri. Han topprids också av sina fastrar, vilka bidrar till intrigernas fördjupning.
Bertie har dessutom ett vekt hjärta och har svårt att neka hjälp till alla sina behövande kompisar, släktingar och diverse bekanta som verkar betrakta honom och hans tillgångar som ett slags lösning på deras egna svårigheter. Han hade aldrig klarat sig ur alla knipor om inte hans betjänt Jeeves hade bidragit med intelligenta, men ibland för Bertie, otrevliga lösningar.
Skådespelaren Hugh Laurie har tolkat rollen som Bertie i den engelska TV-serien Jeeves och Wooster med Stephen Fry i rollen som Jeeves.